# Insjöfinland

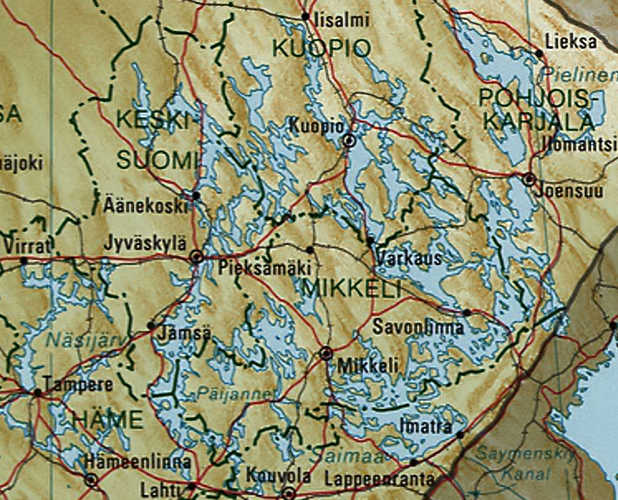
Insjöfinland på kartan.

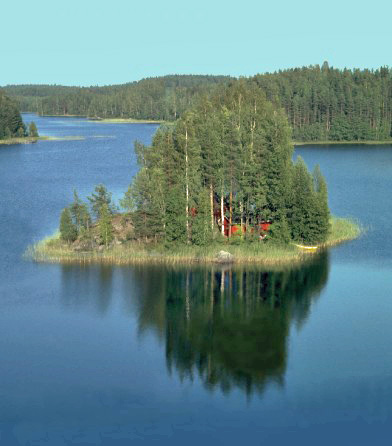
Sommarstuga på insjöö i Finland.

Insjöfinland (finska: Järvi-Suomi) är insjöområdet i de södra och mellersta delarna av Finland. Förutom insjöar finns här även mycket skog. Landskapet fick sitt nuvarande utseende i samband med senaste istiden.

### Fotnoter
1. ↑  Lena Bonnevier. ”Tusen sjöars land”. Värmlands folkblad. Arkiverad från originalet den 5 augusti 2018. https://web.archive.org/web/20180805065638/https://www.vf.se/kronikor/ps/tusen-sjoars-land/. Läst 14 februari 2016.
2. ↑  ”sjöar och vattendrag”. Uppslagsverket Finland. http://uppslagsverket.fi/sv/sok/view-103684-SjoearOchVattendrag. Läst 14 februari 2016.